# Bandera de Fígols
La bandera oficial de Fígols té el següent blasonament:
Bandera apaïsada, de proporcions dos d'alt per tres de llarg, dividida en dues parts verticals iguals, negra la del pal i blanca la del vol; al centre el sextifoli de l'escut, blanc quan descansa en la part negra i negre quan descansa en la part blanca.
Va ser aprovada el 10 de novembre de 2006 i publicada en el DOGC el 23 de novembre del mateix any amb el número 4767.